# Physocoryna
Physocoryna là một chi bọ cánh cứng trong họ Chrysomelidae.
Chi này được miêu tả khoa học năm 1844 bởi Guérin-Méneville.

## Các loài
Các loài trong chi này gồm:
- Physocoryna expansa Pic, 1925
- Physocoryna parvula Weise, 1921
- Physocoryna scabra Guérin-Méneville, 1844